# Ирландски сетер
Ирландският сетер (на ирландски: sotar rua,, известен също като Червен сетер и Ирландски червен сетер, е порода кучета, произхождаща от Ирландия.

## Общи сведения
Козината е дълга и копринена, тъмночервена и се нуждае от поддържане. Пухкавият мъх под нея изобилства през зимата. Ирландските сетери са високи 64 – 69 см, мъжките тежат от 27 до 32 кг, а женските от 24 до 29 кг.
- Големина: едър;
- Податливост на тренировка: средна;
- Поддръжка на козината: средно;
- Падане на козината: средно;
- Нужна тренировка: ежедневни разходки;
- Енергичност: средна/висока;
- Умение на пазачи: ниско;
- Добър с деца: да

## История
През 19 век са съществували два вида ирландски сетери – едноцветен (червен) и двуцветен (червено-бял). Първи се е появил двуцветният. През 1912 г. селекционерите се обединили към едноцветния червен сетер и така определили бъдещето на породата. На изложението в Дъблин през 1874 г. били представени все още много червено-бели кучета. Само две години по-късно обаче единствено едноцветните били класирани като „ирландски сетер“. За пръв път тази порода е била регистрирана в АКС през 1878 г.

## Темперамент
Ирландският сетер е игрив и израства добре с много движение. Кучетата от тази порода са дружелюбни и често търсят компанията на други кучета, с които да играят. Ирландският сетер е интелигентен, изпълнен с енергия, необуздан и своенравен. За да запази своето равновесие, той има нужда да тича до насита. Накратко – необходим му е активен стопанин, който има доста опит в отглеждането и правилното развитие на едно куче. Нищо не е по-благоприятно за това куче от дългите разходки в компанията на ловеца. С него никога не е скучно. Ирландският сетер обича да бъде в центъра на вниманието, особено по време на екстериорните изложби. Чувствителен и приятелски настроен, „червеният дявол“ печели уважението на своя собственик. Колкото до това, че понякога е досаден – да, той не понася безразличието към себе си. Ирландският сетер има нужда от ласките и компанията на стопанина си. Общителен по природа, той може да ви придружи навсякъде. В семейството обича всички, но предпочита да бъде със стопанина си. Предпочита човека, който знае да общува с него и да му налага известна дисциплина. Червеният сетер има нужда да бъде „взет в ръце“. Основната дресура е абсолютно необходима за него, за да може да бъде подчинен буйния му характер.

## Външен вид
Общият външен вид е на атлетично и изящно куче, хармонично развито и с добри пропорции. Характерът е жив, интелигентен, енергичен, привързан и предан. Космената покривка е различно дълга по отделните части на тялото: дълга, ресничеста и обилна по задните части на крайниците, коремната област, опашката, гърдите и ушите, и по-къса, фина и лъскава – по главата и предната част на крайниците и гърба. Окраската е едноцветна махагоновотъмночервена, без следи от черен цвят. Допустими са малки бели петна по гърдите, подбрадието, челото и пръстите, въпреки че са нежелателни. Височината при мъжките е около 61 – 65 см, а при женските 56 – 61 см. Теглото при мъжкия представител на тази порода е около 28 кг, а при женския – около 25 кг.

## Поддръжка на външния вид
Необходимо е редовно ресане с четка на козината и подрязване на ноктите всеки месец. Лапите трябва да са чисти, ушите – винаги сухи и почистени, за да се избегне риска от нежелани инфекции. Трябва да сте сигурни, че козината отдолу е чиста, това се прави поради хигиенни причини, тъй като тази порода попада в графа средна, което го прави не много подходящ домашен любимец за хора, страдащи от алергии

## Продължителност на живот и здравословни проблеми
Продължителността на живот е приблизително 12 – 15 години. При отглеждането му може да се сблъскате с няколко здравословни проблема, на които е хубаво да обърнете внимание – проблеми с щитовидната жлеза, подувания и епилепсия. Убедете се, че родителите на вашето кутре имат OFA и CERF сертификати.
Както други едри породи ирландският сетер е предразположен към тазобедрена дисплазия и стомашна дилатация и синдром на волвулус (превъртане на стомаха).